# أوسكار إي. هوبر
أوسكار إي. هوبر (بالإنجليزية: Oscar E. Huber)‏ هو سياسي أمريكي، ولد في 22 أغسطس 1917 في مقاطعة إدموندز في الولايات المتحدة، وتوفي في 9 سبتمبر 2017 في بودل في الولايات المتحدة. حزبياً، نشط في الحزب الجمهوري. وقد انتخب عضو داكوتا الجنوبية البيت النواب.